# فرهنگ در نیکاراگوئه

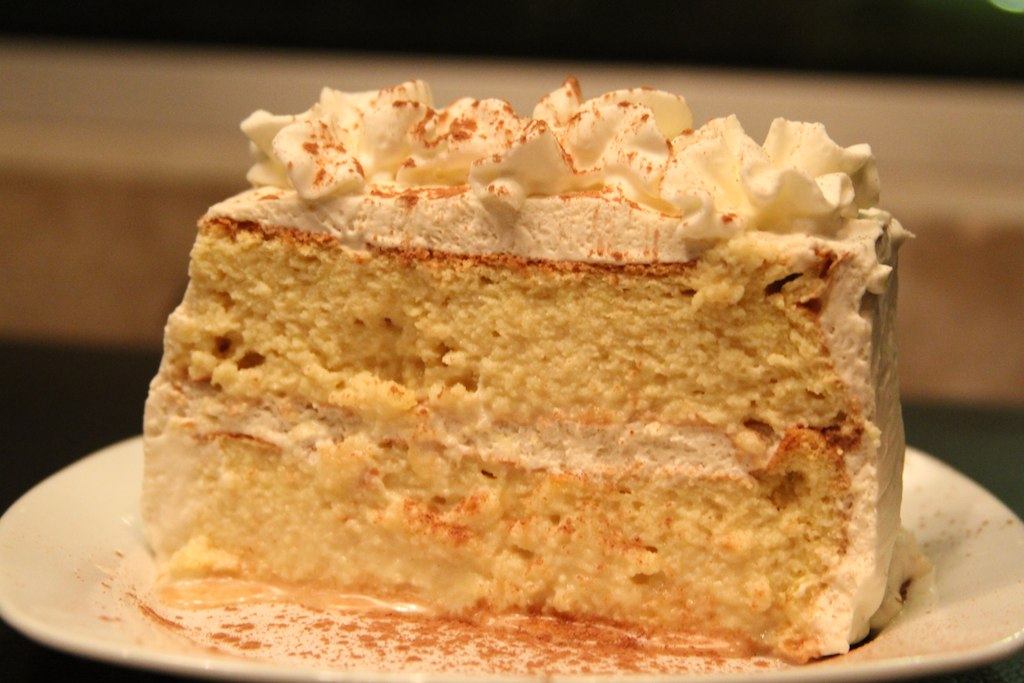
کیک ترس لچس یک کیک محبوب در نیکاراگوئه

فرهنگ کشور نیکاراگوئه اساساً از آمیختگی سنت‌های اسپانیایی و سرخ‌پوستان بومی آنجا به وجود آمده‌است. از جامعه‌ای که پیش از سفر کریستف کلمب در این منطقه می‌زیسته‌اند آثار کمی در فرهنگ زندهٔ نیکاراگوئه بجای مانده‌است. به احتمال زیاد، «رد پای آکاؤوالینکا» قدیمی‌ترین نشانهٔ سکونت بشر در این سرزمین است. در برخی از نقاط این کشور ابزار و نقاشی‌های سنگی کشف شده‌است. همین‌طور، تندیس‌هایی در پرستشگاه «ساپاترا» پیدا شده‌است که بدون شک ساختهٔ دست مردمانی است که در عصر بسیار قدیم ساکن آنجا بوده اند یا در آن دیار به سیاحت پرداخته‌اند.
همچنین فرهنگ نیکارگوئه جزو سنتی ترین فرهنگ های آمریکای جنوبی است که با توجه به رسم آنها در پوشش نیاکان ، رنگ لباس و رقص‌ها یاد میشود.

## اعیاد نیکاراگوئه
کثرت جشن‌ها و مراسم در کشور نیکاراگوئه چشم‌گیر است. خیلی از این جشن‌ها جزء فرهنگ مذهب کاتولیک هستند که در دوران استعمار امپراتوری اسپانیا در نیکاراگوئه رواج داده شده‌است. 
موسیقی و نمادهای مذهبی ریشه در فرهنگ های اسپانیایی دارد. از مشخصات این جشن‌ها، استفاده از رنگ‌های گوناگون، صرف غذا و نوشیدنی‌های محلی، انفجار باروت، موسیقی، رقص‌های محلی، رژه‌های اسب سواری، اجرای گاوبازی، مراسم نذر و مراسم دینی دیگر هستند. این مراسم که هستهٔ فرهنگ مردمی نیکاراگوئه است، گاه چند روز ادامه می‌یابد.
جشن «یکشنبه مقدس» در روز اول ماه اوت شروع می‌شود و در روز نهم همان ماه به پایان می‌رسد. عدهٔ زیادی از اتباع نیکاراگوئه که در خارج از کشور به سر می‌برند برای شرکت در جشن «یکشنبه مقدس» به وطن خود برمی‌گردند.

## موسیقی

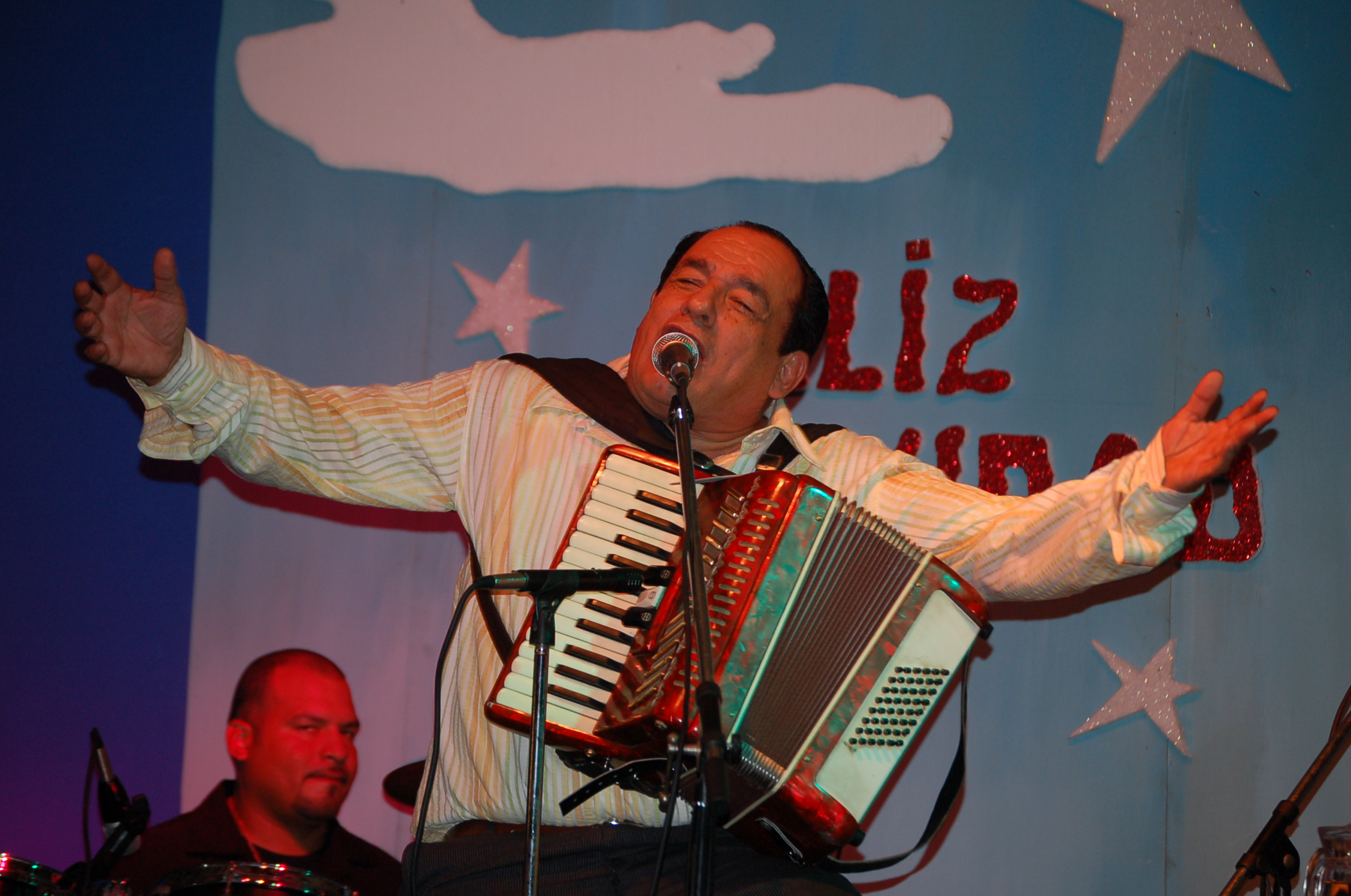
فرهنگ خوانندگی در نیکاراگوئه

موسیقی محلی نیکاراگوئه از غنی‌ترین موسیقی‌های بومی آمریکای مرکزی‌است. موسیقی اسپانیا تأثیر زیادی در ذات موسیقی نیکاراگوئه (سُنِ نیکا، پولکای سگوویایی و مازورکای سگوویایی) تآثیر زیادی گذاشته‌است. بعضی از آهنگ‌های ساخته دوره تسخیر آمریکا توسط اسپانیا، مثل «تورو گوآکو» (گاو نر گوآکو) و «گوئگوئنسه» یا «موش نر» هنوز امروزه نواخته می‌شود. این آهنگ آخر، به همراهی نمایشنامه با همین اسم که به آن متعلق‌است، در فهرست آثار میراث جهانی (آثار شفاهی و غیر مادی) سازمان یونسکو به ثبت رسیده‌است.
نوعی از ساز «ماریمبا»، که خاص کل آمریکای مرکزی است، در شهرستان ماسایاساخته نواخته می‌شود و معروف‌ترین ساز نیکاراگوئهست. نوازش این ساز گاهی به همراهی گیتار و ماراکاس اجرا می‌شود.
در مناطق ساحلی دریای کارائیب، رقص‌هایی و آهنگ‌های آفریقایی‌الاصل مثل «پالو ده مایو» وجود دارند. «چیچِروها» دسته‌های موسیقایی محلی کوچک‌اند که در جشن‌های متعلق به قدیسان پشتیبان محلی و مراسم گاوبازی اجرا می‌کنند.
اکثر موسیقی ها به زبان محلی می باشد

## زبان
زبان رسمی کشور نیکاراگوئه زبان اسپانیایی است. زبان اسپانیایی مرسوم بین جمعیت این کشور که گاهی به اسپانیایی نیکاراگوئه گفته می شود، توسط ۹۰ درصد جمعیت این کشور صحبت می شود.گویش مرسوم جزء گویش‌های اسپانیایی آمریکای مرکزی‌است. این گویش از نظر گونه‌شناسی گویش شباهت‌هایی با لهجه‌های اسپانیایی رایج در کشورهای آرژانتین، اروگوئه و قسمت‌هایی از کلمبیا دارد.
زبان‌های بومی آمریکای مرکزی در نیکاراگوئه رواج اندکی دارند.

## ادبیات
اولین اثر ادبیات نیکاراگوئه بعد از ورود اسپانیایی‌ها، یک نمایشنامهٔ طنز انتقادی است که همراه با رقص بومی گوئگوئنسه اجرا می‌شود، و در قرن شانزدهم یاقرن هفدهم نوشته شده‌است. زبان‌های آن اسپانیایی و ناؤواتل و مؤلف آن ناشناخته‌است.
نیکاراگوئه در میان کشورهای آمریکای لاتین بیشترین تعداد شعرا و نویسندگان را دارد. بدون شک، بزرگ‌ترین شاعر نیکاراگوئه روبن داریو است. او، با ابتکارات پر ارزش خود در زمینه عروض و تجدد خلاقانه در سبک، عناوین «پدر مدرنیسم» و «امیر ادبیات اسپانیایی‌زبان» را کسب کرده‌است.
علاوه بر روبن داریو، در میان شعرا و نویسندگان معاصر نیکاراگوئه، ذکر اسامی مشاهیر ذیل به‌جا است: پابلو آنتونیو کوآدرا (Pablo Antonio Cuadra)، کلاریبل آلگریا (Claribel Alegría)، جیوکوندا بلی (Gioconda Belli)، ارنستو کردنال (Ernesto Cardenal)، پدرو خوآکین چامورّو کردنال (Pedro Joaquín Chamorro Cardenal)، فرانس گالیچ (Franz Galich)، ریگوبرتو لوپس پرس (Rigoberto López Pérez)، ایرما پرگو (Irma Prego) و سرخیو رَمیرس (Sergio Ramírez).